# Elaphoglossum austromarquesense
Elaphoglossum austromarquesense är en träjonväxtart som beskrevs av Rouhan och Lorence. Elaphoglossum austromarquesense ingår i släktet Elaphoglossum och familjen Dryopteridaceae. Inga underarter finns listade.